# Paul Bildt

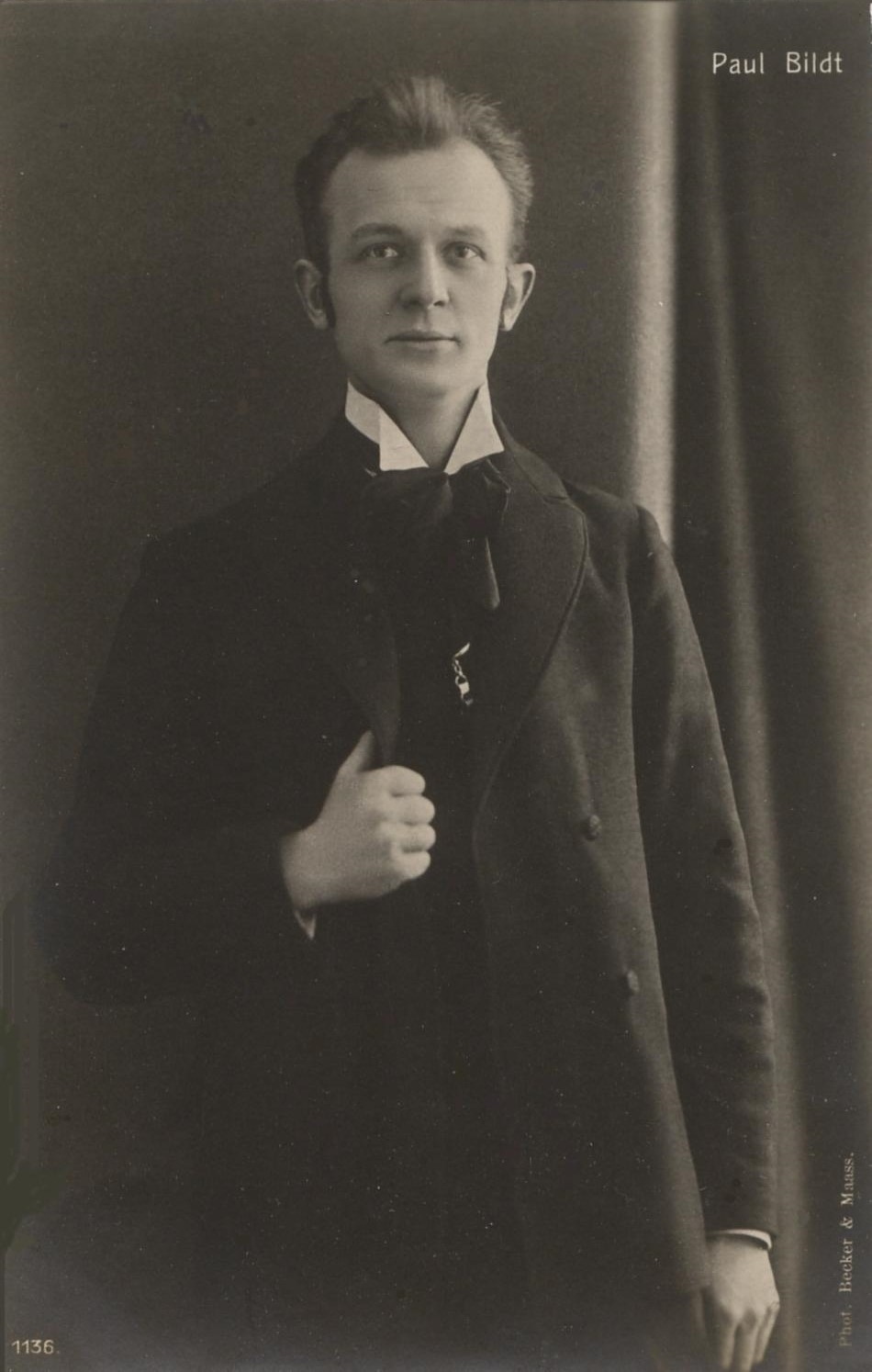
Paul Bildt, um 1920

Paul Hermann Bildt (* 19. Mai 1885 in Berlin; † 13. März 1957 in West-Berlin) war ein deutscher Schauspieler und Regisseur. Er war einer der herausragenden und wandelbarsten Charakterdarsteller des deutschen Theaters, der seine Erfolge an den Berliner Bühnen von Max Reinhardt genauso wie im frühen Film feierte.

## Leben und Werk
Paul Bildt war eines von sechs Kindern des Gemischtwarenhändlers und späteren Gastwirts Ferdinand Wilhelm Bildt und seiner Ehefrau Auguste Marie, geborene Fiebelkorn. Er besuchte die Luisenstädtische Oberrealschule am Heinrichplatz bis zur Primarreife. Schon als Vierzehnjähriger erregte Bildt bei einer Amateurtheateraufführung des CVJM mit einer Lehrerparodie Aufsehen. Die in Treptow begonnene Ausbildung zum Polizisten brach er ab und nahm Schauspielunterricht bei Friedrich Moest an der Reicherschen Hochschule für dramatische Kunst.
Am 2. Mai 1905 gab er sein Debüt am Sommer-Tournéetheater des Berliner Theaterdirektors Linsemann in Hannover. Ab Herbst 1905 war er im Schillertheater in Berlin engagiert, wo er acht Jahre verblieb. Dem folgte ein Engagement am Kleinen Theater, das aber durch den Krieg unterbrochen wurde. 1910 feierte Bildt sein Leinwanddebüt. Im Ersten Weltkrieg musste er wegen einer schweren Erkrankung nur kurz die Uniform tragen und wurde bald wieder entlassen.
Bildt avancierte zu einem der meistbeschäftigten Schauspieler der Stummfilmära und wurde in den 1920er Jahren auch ein gefragter Charakterdarsteller. Außerdem arbeitete er als Filmregisseur und mit dem Aufkommen des Tonfilms auch als Dialogregisseur für einige Filme. Da Bildt dem Deutschen Theater angehörte, wirkte er in der ersten Inszenierung des Berliner Ensemble mit. Seit 1908 war er mit der jüdischen Schauspielerin Charlotte Friedländer (gest. am 6. März 1945 an Krebs) verheiratet und Vater einer Tochter, Eva Bildt.

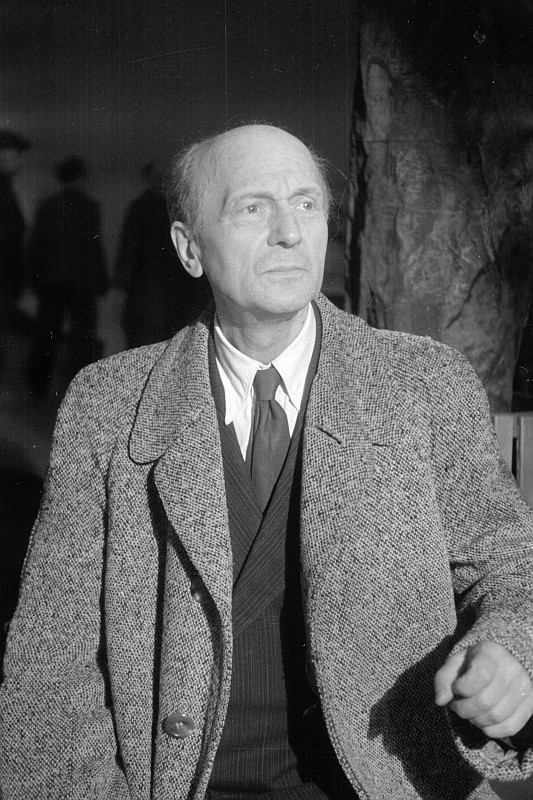
Paul Bildt im Deutschen Theater Berlin, September 1945

Nach der Machtergreifung Hitlers 1933 lief er Gefahr, aufgrund seiner jüdischen Ehefrau ins berufliche Abseits zu geraten. Unter dem Schutz von Intendant Gustaf Gründgens spielte er weiterhin am Preußischen Staatstheater, und auch die UFA betraute ihn mit zahlreichen Aufträgen, was allerdings auch dazu führte, dass er in diversen Propagandafilmen mitspielte. Kurz vor Kriegsende wurde er in die Gottbegnadeten-Liste aufgenommen.
Das Ende des Zweiten Weltkriegs erlebten Bildt und seine Tochter Eva im Landhaus von Gustaf Gründgens in Zeesen. Nach der Besetzung des Ortes durch die Rote Armee am 26. April 1945 nahmen beide eine Überdosis Veronal, an der Eva Bildt starb, während Paul Bildts Leben nach tagelangem Koma gerettet werden konnte.
Nach seiner Genesung holte Gründgens Bildt an das Düsseldorfer Schauspielhaus. Es folgte 1954 bis zu seinem Tod ein Engagement an den Münchner Kammerspielen. Auch der deutsche Nachkriegsfilm fand interessante Rollen für den Darsteller, der bis zu seinem Tode in über 150 Filmen mitwirkte. Er arbeitete unter anderem in einigen DEFA-Spielfilmen, wie 1950 in Der Rat der Götter und Das kalte Herz. Darüber hinaus arbeitete Bildt auch als Synchronsprecher und lieh seine Stimme u. a. Sacha Guitry und Walter Brennan (In die Falle gelockt).
Für seine schauspielerische Leistung am Berliner Ensemble in Bertolt Brechts Mutter Courage und ihre Kinder wurde Bildt im Kollektiv 1949 als einer der ersten Schauspieler mit dem Deutschen Nationalpreis geehrt. In erster Ehe war Paul Bildt mit der Schauspielerin Charlotte Friedländer verheiratet; aus dieser Ehe stammt die Tochter Eva Bildt (1916–1945), die später als Rezitatorin auftrat und mit Helmut Gollwitzer verlobt war. Nach dem Tod seiner ersten Frau war Bildt in zweiter Ehe mit Katharina Pape verheiratet. Sein Grab befindet sich auf dem Friedhof Dahlem.

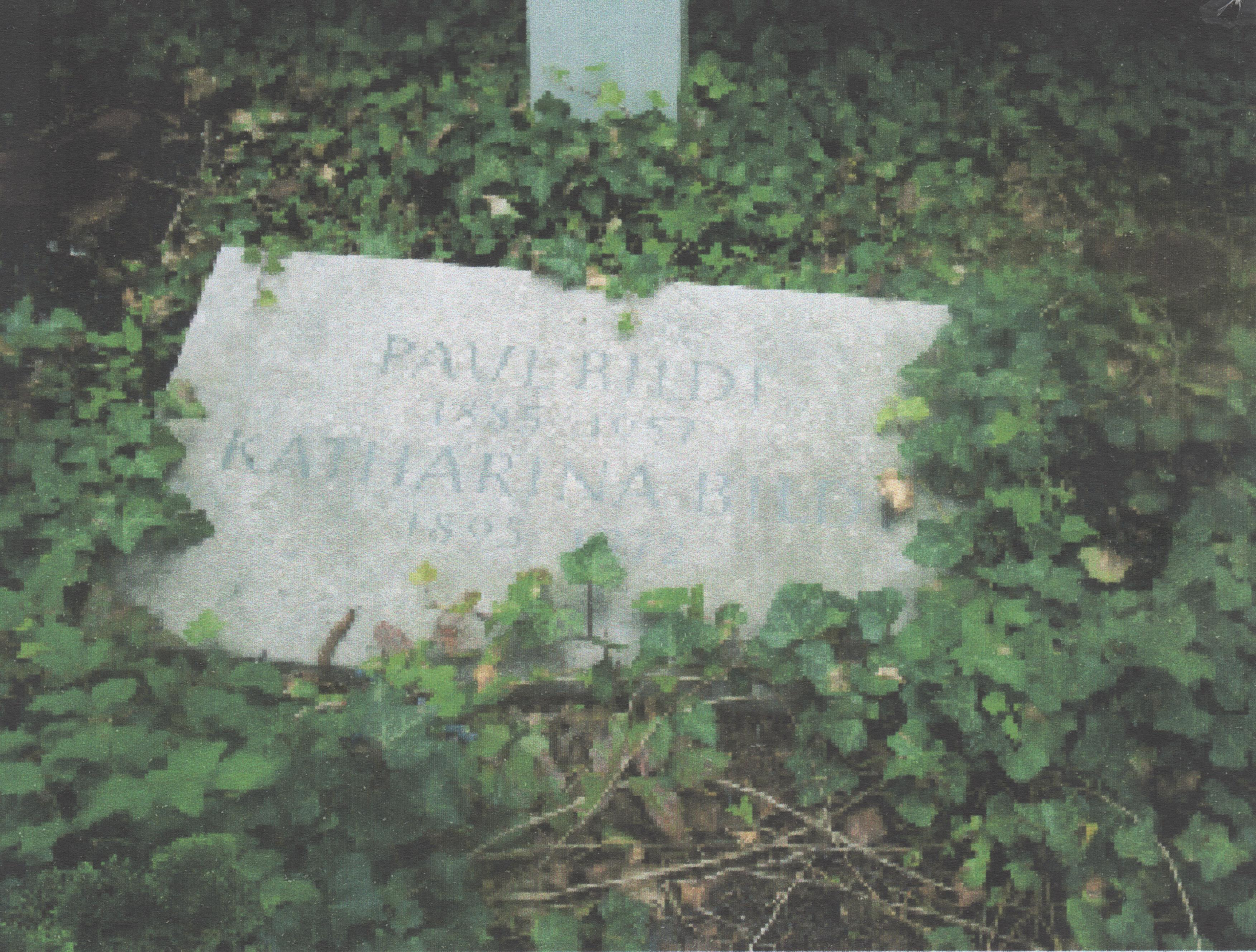
Grabstätte von Paul Bildt auf dem Friedhof Dahlem, Berlin

## Filmografie (Auswahl)

### Stummfilme
- 1910: Schuld und Sühne
- 1912: Zu Tode gehetzt
- 1913: Die Landstraße
- 1913: … denn alle Schuld rächt sich auf Erden
- 1914: Die Grenzwacht im Osten
- 1916: Stein unter Steinen
- 1917: Die Prinzessin von Neutralien
- 1918: Mr. Wu
- 1918: Die Rothenburger
- 1919: Die lebende Tote
- 1919: Rose Bernd
- 1920: Die Schuld der Lavinia Morland
- 1920: Nachtgestalten
- 1921: Schloß Vogelöd
- 1921: Tobias Buntschuh
- 1921: Lady Hamilton
- 1922: Der Liebe Pilgerfahrt
- 1923: Friedrich Schiller
- 1923: Ein Weib, ein Tier, ein Diamant
- 1924: Colibri
- 1924: Die Schmetterlingsschlacht
- 1925: Der Demütige und die Sängerin
- 1925: Die Verrufenen
- 1926: Die Flammen lügen
- 1927: Prinz Louis Ferdinand
- 1927: Lützows wilde verwegene Jagd
- 1927: Das Mädchen mit den fünf Nullen
- 1928: Liebe und Diebe

### Tonfilme
- 1930: Der Andere
- 1930: Dreyfus
- 1932: Die unsichtbare Front
- 1934: Wilhelm Tell
- 1934: Schwarzer Jäger Johanna
- 1935: Das Mädchen Johanna
- 1936: Donogoo Tonka
- 1936: Glückskinder
- 1936: Stadt Anatol
- 1936: Moskau – Shanghai
- 1936: Savoy-Hotel 217
- 1936: Die Kreutzersonate – Regie: Veit Harlan
- 1937: Das schöne Fräulein Schragg
- 1937: Der Mann, der Sherlock Holmes war
- 1937: Zu neuen Ufern
- 1937: Der Herrscher
- 1937: Madame Bovary
- 1937: La Habanera
- 1938: Die Umwege des schönen Karl
- 1938: Der Spieler
- 1938: Verwehte Spuren
- 1938: Tanz auf dem Vulkan
- 1938: Lauter Lügen
- 1938: Am seidenen Faden
- 1938: Du und ich
- 1939: Der Schritt vom Wege
- 1939: Die Geliebte
- 1939: Paradies der Junggesellen
- 1939: Der Florentiner Hut
- 1939: Robert Koch, der Bekämpfer des Todes
- 1939: Zwölf Minuten nach Zwölf
- 1939: D III 88
- 1939: Der Gouverneur
- 1940: Alles Schwindel
- 1940: Zwei Welten
- 1940: Unser Fräulein Doktor
- 1940: Aus erster Ehe
- 1941: Das Mädchen von Fanö
- 1941: Kampfgeschwader Lützow
- 1941: Ohm Krüger
- 1941: Friedemann Bach
- 1941: Der Gasmann
- 1941: Leichte Muse
- 1942: Anschlag auf Baku
- 1942: Die Entlassung
- 1943: Herr Sanders lebt gefährlich
- 1943/45: Kolberg
- 1944: Opfergang
- 1945: Der Mann im Sattel (UA: 2000)
- 1945: Der Puppenspieler (unvollendet)
- 1945: Sag’ die Wahrheit (unvollendet)
- 1946: Irgendwo in Berlin
- 1947: Razzia
- 1948: Affaire Blum
- 1948: Und wieder 48
- 1949: Träum’ nicht, Annette!
- 1949: Der Biberpelz
- 1949: Unser täglich Brot
- 1950: Das kalte Herz
- 1950: Der Rat der Götter
- 1952: Herz der Welt
- 1952: Die Spur führt nach Berlin
- 1952: Toxi
- 1952: Vater braucht eine Frau
- 1952: Die große Versuchung
- 1953: Die Stärkere
- 1953: Muß man sich gleich scheiden lassen?
- 1953: Königliche Hoheit
- 1953: Solange Du da bist
- 1954: Meines Vaters Pferde I. Teil Lena und Nicoline
- 1954: Die verschwundene Miniatur
- 1954: Der letzte Sommer
- 1954: Sauerbruch – Das war mein Leben
- 1955: Der dunkle Stern
- 1955: Griff nach den Sternen
- 1955: Ein Herz voll Musik
- 1955: Himmel ohne Sterne
- 1955: Ludwig II.
- 1955: Sohn ohne Heimat
- 1955: Der 20. Juli
- 1956: Teufel in Seide
- 1956: Ich suche Dich
- 1956: Anastasia, die letzte Zarentochter

## Theater

### Schauspieler
- 1910: ?: König Heinrich – Regie: Wilhelm Röntz (Schiller Theater Berlin)
- 1924: August Stramm: Rudimentär – Regie: Karl Vogt (Theater Volksbühne am Bülowplatz Berlin)
- 1927: Hans José Rehfisch: Razzia – Regie: Karlheinz Martin (Schiller Theater Berlin)
- 1928: Lion Feuchtwanger: Kalkutta, 4. Mai – Regie: Erich Engel (Staatliches Schauspielhaus Berlin)
- 1928: Henrik Ibsen: Gespenster (Engstrand) – Regie: Erich Engel (Staatliches Schauspielhaus Berlin)
- 1929: Ferdinand Reyher: Harte Bandagen (Manager) – Regie: Leopold Jessner (Staatliches Schauspielhaus Berlin)
- 1930: Lion Feuchtwanger: Wird Hill amnestiert? – Regie: Leopold Jessner (Staatliches Schauspielhaus Berlin)
- 1930: William Shakespeare: Liebes Leid und Lust – Regie: Jürgen Fehling (Staatliches Schauspielhaus Berlin)
- 1930: David Kalisch: 100.000 Taler – Regie: Emil Rameau (Schiller Theater Berlin)
- 1932: Hannes Reutter: Der große Krumme – Regie: Bernd Hofmann (Theater am Schiffbauerdamm Berlin)
- 1932: Sigmund Graff: Die endlose Straße – Regie: Leopold Lindtberg (Schiller Theater Berlin)
- 1932: Hans Kyser: Abschied von der Liebe – Regie: Hans Kyser (Schiller Theater Berlin)
- 1933: Johann Wolfgang von Goethe: Faust. Der Tragödie zweiter Teil (Kanzler) – Regie: Gustav Lindemann (Staatliches Schauspielhaus Berlin)
- 1933: Richard Billinger: Rosse (Reisender) – Regie: Leopold Jessner (Staatliches Schauspielhaus Berlin)
- 1933: Paul Ernst: Der heilige Crispin – Regie: Jürgen Fehling (Staatliches Schauspielhaus Berlin)
- 1936: Wolfgang Goetz: Der Ministerpräsident – Regie: Richard Weichert (Staatstheater Berlin – Kleines Haus, Nürnberger Straße)
- 1937: William Shakespeare: Hamlet – Regie: Lothar Müthel (Staatliches Schauspielhaus Berlin)
- 1939: Paul Armont, Léopold Marchand: Der Bridgekönig – Regie: Wolfgang Liebeneiner (Staatstheater Berlin – Kleines Haus, Nürnberger Straße)
- 1939: Johann Wolfgang von Goethe: Egmont – Regie: Gustaf Gründgens (Staatliches Schauspielhaus Berlin)
- 1939: Hans Rehberg: Die Königin Isabella – Regie: Gustaf Gründgens (Schiller Theater Berlin)

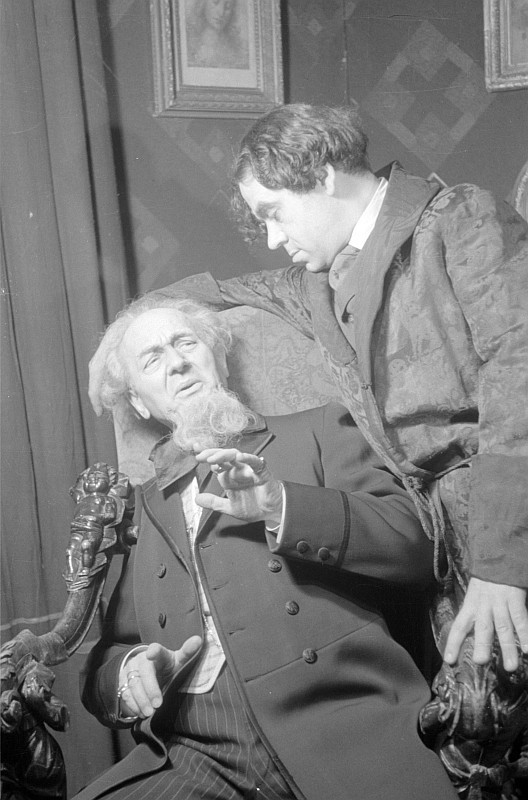
Paul Bildt als Professor Serebrjanow, Szene aus dem Drama Onkel Wanja von Anton Tschechow am Deutschen Theater Berlin,
Foto: Abraham Pisarek, 1945

- 1946: Anton Tschechow: Onkel Wanja (Serebrjaków) – Regie: Ernst Legal (Max Reinhardts Deutsches Theater Berlin)
- 1946: Carl Sternheim: Der Snob (Theobald Maske) – Regie: Fritz Wisten (Max Reinhardts Deutsches Theater Berlin)
- 1946: Friedrich Schiller: Kabale und Liebe (Kammerdiener) – Regie: Gustav von Wangenheim (Max Reinhardts Deutsches Theater Berlin)
- 1947: Molière: Tartuffe (Orgon) – Regie: Willi Schmidt (Max Reinhardts Deutsches Theater Berlin – Kammerspiele)
- 1947: William Shakespeare: Romeo und Julia (Pater Lorenzo) – Regie: Willi Schmidt (Max Reinhardts Deutsches Theater Berlin)
- 1947: Carl Zuckmayer: Der Hauptmann von Köpenick (Wilhelm Voigt) – Regie: Ernst Legal (Max Reinhardts Deutsches Theater Berlin)
- 1948: Julius Hay: Haben (Hochwürden) – Regie: Falk Harnack (Max Reinhardts Deutsches Theater Berlin)
- 1948: Sophokles: König Ödipus – Regie: Karl-Heinz Stroux (Max Reinhardts Deutsches Theater Berlin)
- 1948: Bertolt Brecht: Mutter Courage und ihre Kinder (Koch) – Regie: Erich Engel (Berliner Ensemble im Deutschen Theater Berlin)
- 1949: Federico García Lorca: Bluthochzeit (Brautvater) – Regie: Karl-Heinz Stroux (Schlosspark Theater Berlin)
- 1950: Leon Kruczkowski: Die Sonnenbrucks (Professor Sonnenbruck) – Regie: Martin Hellberg (Max Reinhardts Deutsches Theater Berlin – Kammerspiele)
- 1951: George Bernard Shaw: Die heilige Johanna – Regie: Willi Schmidt (Schlosspark Theater Berlin)
- 1952: Knut Hamsun: Vom Teufel geholt – Regie: Lothar Müthel (Schiller Theater Berlin)
- 1953: Selma Lagerlöf: Der Kaiser von Portugallien (Jan Andersson) – Regie: Willi Schmidt (Theater am Kurfürstendamm Berlin)
- 1954: Herman Wouk: Meuterei auf der Caine – Regie: Hans Schweikart (Münchner Kammerspiele)
- 1955: Christopher Fry: Das Dunkel ist Licht genug – Regie: Fritz Kortner (Münchner Kammerspiele)

### Regisseur
- 1926: Marieluise Fleißer: Fegefeuer (Deutsches Theater Berlin – Junge Bühne)
- 1928: J. M. Barrie: Maggie oder Was jede Frau weiß (Staatliches Schauspielhaus Berlin)
- 1929: Ehm Welk: Kreuzabnahme (Volksbühne am Bülowplatz)
- 1945: Molière: Die Schule der Frauen (Max Reinhardts Deutsches Theater Berlin)
- 1946: Leonore Coffee, William Joyce-Cowen: Eine Familie (Max Reinhardts Deutsches Theater Berlin)
- 1946: Friedrich Wolf: Beaumarchais oder Die Geburt des Figaro (Max Reinhardts Deutsches Theater Berlin)

## Hörspiele
- 1932: Bertolt Brecht: Die heilige Johanna der Schlachthöfe (Sprecher) – Regie: Alfred Braun (Hörspiel – Funk-Stunde Berlin)
- 1945: Gotthold Ephraim Lessing: Nathan der Weise (Patriarch) – Bearbeitung und Regie: Hannes Küpper (Berliner Rundfunk)
- 1947: Horst Lommer/Günther Osswald: Der General (General) – Regie: Peter Elsholtz (Berliner Rundfunk)
- 1954: Dylan Thomas: Unter dem Milchwald (Eli Jenkins) – Regie: Fritz Schröder-Jahn (Original-Hörspiel – NWDR Hamburg)